# Alfred Gajan

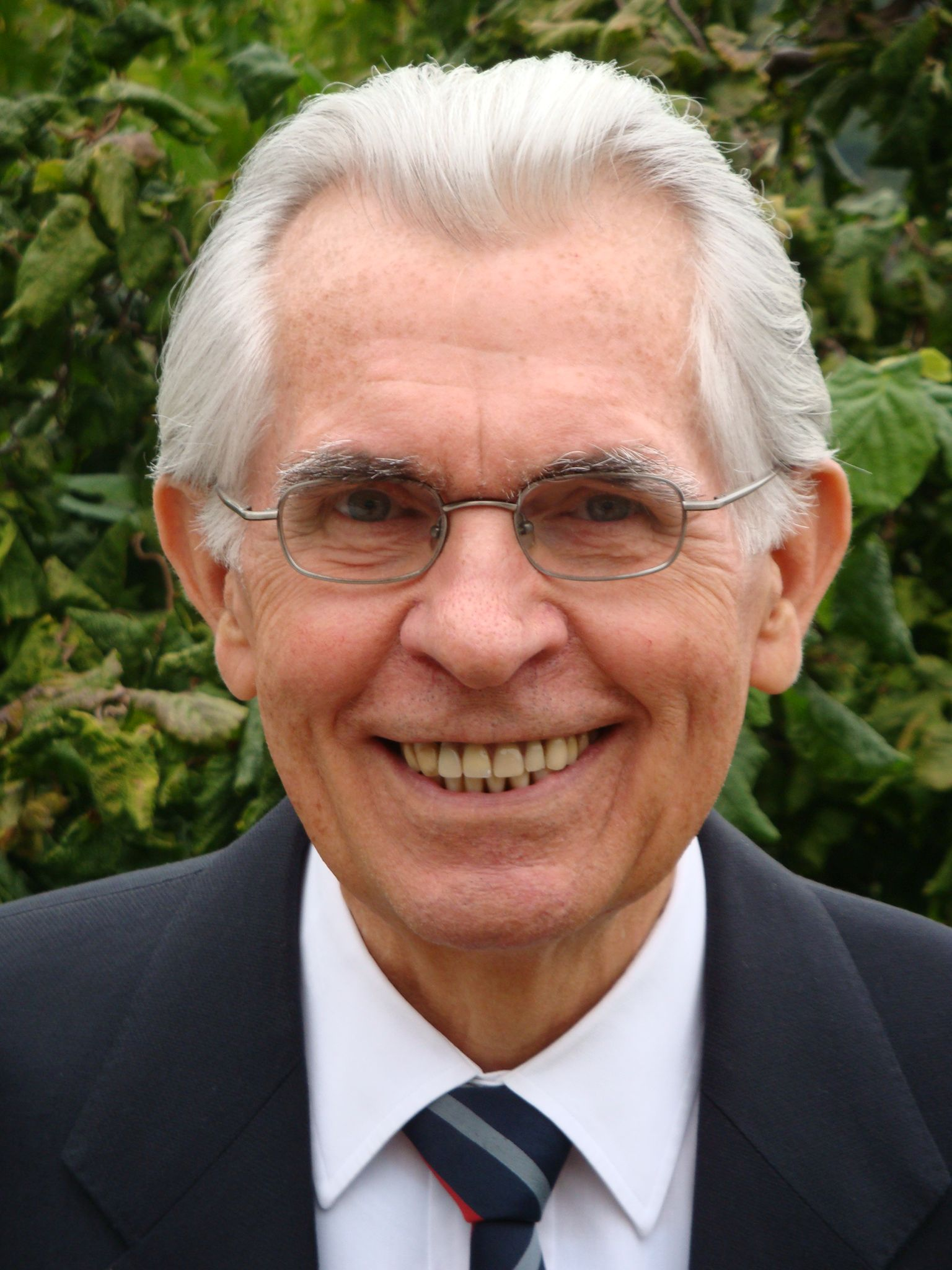
Alfred Gajan im Jahr 2009

Alfred Gajan (* 22. April 1933 in Matejovce, Tschechoslowakei; † 10. November 2015 in Calw) war ein deutscher evangelischer Pastor, langjähriger Inspektor des Liebenzeller Gemeinschaftsverbandes und Autor.

## Leben und Wirken
Alfred Gajan wuchs als Einzelkind auf. Seine Eltern, Arpád und Maria Gajan ließen sich scheiden, als er drei Jahre alt war. In den Wirren des Zweiten Weltkrieges floh seine Mutter mit ihm 1944 nach Österreich in die Steiermark. 1946 siedelten sie nach Deutschland aus, wo sie in Birkenau (Odenwald) eine neue Heimat fanden. Dort absolvierte er von 1950 bis 1953 eine Ausbildung zum Industriekaufmann. Bedingt durch eine schwere Lungentuberkulose befand er sich bis 1957 über drei Jahre lang in der Thoraxklinik Heidelberg in Behandlung. In dieser schweren Zeit fand er zum Glauben und schloss sich in Weinheim dem örtlichen EC-Jugendkreis und der Gemeinde des Liebenzeller Gemeinschaftsverbandes an. 1959 begann er eine theologische Ausbildung am Theologischen Seminar der Liebenzeller Mission. Von 1961 bis 1963 arbeitete er als Gemeinschaftspastor im Bezirk Bietigheim, danach bis 1971 im Bezirk Reutlingen und anschließend bis 1973 im Bezirk Schwäbisch Hall des Süddeutschen Gemeinschaftsverbandes (SV).
1973 wurde Gajan als Inspektor des Liebenzeller Gemeinschaftsverbandes (LGV) berufen und bekleidete dieses Amt bis zum Eintritt in den Ruhestand 1996. Bis zur Strukturreform 1991 war der Verband ein Arbeitszweig der Liebenzeller Mission, weshalb er von 1979 bis 1992 auch in deren Geschäftsleitung tätig und deren zweiter stellvertretender Direktor war. Am Theologischen Seminar der Liebenzeller Mission unterrichtete er die Fächer Geschichte der Gemeinschaftsbewegung sowie Praktische Theologie und Evangelistik (Theologie, Methodik und Homiletik der Evangelisation). Von 1973 an gehörte er der Mitgliederversammlung und zwischen 1991 und 2000 dem Vorstand des Evangelischen Gnadauer Gemeinschaftsverbandes an. Er war 1993 maßgeblich an den Vereinbarungen wie der Fortschreibung des Pietisten-Reskript, ein Erlass des Herzogs Karl Friedrich II. (Württemberg-Oels) von 1743 beteiligt, mit denen die Landeskirchen in Baden und Württemberg die Eigenständigkeit der pietistischen Gemeinschaften anerkennen. Gajan war Schriftleiter des Verteilblattes „Friedenslicht“, der Verbandszeitschrift „durchblick und dienst“ und Autor vieler Beiträge der „Karpatenpost. Evangelischer Glaubensbote“ für die evangelisch-lutherischen Deutschen aus der Slowakei. Seine Vortragsreisen führten ihn in den Südosten Europas, in die Slowakei und nach Ungarn.
Ehrenamtlich war er Mitglied des Ludwig-Hofacker-Kreises (heute Christusbewegung „Lebendige Gemeinde“), deren regionale Hofackerkonferenz (heute Christustag) in Bad Liebenzell er von 1974 bis 2000 leitete. Über Jahrzehnte gehörte er der Mitgliederversammlung des Evangeliumsrundfunks, der Deutschen Zeltmission und des Missionsbundes Licht im Osten an. Er zählte als Unterstützer zu den Erstunterzeichnern der Initiative „Zeit zum Aufstehen – Ein Impuls für die Zukunft der Kirche“.

## Privates
Alfred Gajan heiratete im Mai 1964 Christa Pflaum, die im Februar 1996 starb. Im September 2000 heiratete er Krisztina Pinter. Das Paar wohnte seit 2005 in Wimberg (Calw).

## Veröffentlichungen
- Und einer geht mit mir, Verlag der Liebenzeller Mission, Bad Liebenzell 1977, ISBN 3-88002-035-3.
- 50 Jahre Liebenzeller Gemeinschaftsverband: 1933 1983; … daß ihr hingehet und Frucht bringet und eure Frucht bleibe … (Red.), Liebenzeller Gemeinschaftsverband, Bad Liebenzell 1983.
- Mit neuem Mut. Elia unter dem Wacholderbusch, Verlag der Liebenzeller Mission, Bad Liebenzell 1984, ISBN 978-3-88002-216-4.
- Mit-, um-, weiterdenken!, Verlag der Liebenzeller Mission, Bad Liebenzell 1987, ISBN 978-3-88002-323-9.
- Hoffnung tröstet auf dem Weg: aus meinem Leben (Autobiografie), Verlag der Liebenzeller Mission, Bad Liebenzell 2000, ISBN 978-3-88002-708-4, Brunnen Verlag (Gießen), ISBN 978-3-7655-1206-3.

als Mitautor
- mit Kurt Heimbucher: Wenn ihr zusammenkommt, Verlag der Liebenzeller Mission, Bad Liebenzell 1983, ISBN 978-3-88002-184-6.
- mit Kurt Heimbucher und Traugott Thoma (Hrsg.): Göttliche Führung. Bekannte Persönlichkeiten erzählen aus ihrem Leben, Verlag der Liebenzeller Mission, Bad Liebenzell 1985, ISBN 978-3-88002-276-8.